# Oberndorf (Geslau)
Oberndorf ([ˈoːbɐnˌdɔʁf] ) ist ein Gemeindeteil der Gemeinde Geslau im Landkreis Ansbach (Mittelfranken, Bayern). Oberndorf liegt in der Gemarkung Schwabsroth.

## Geografie
Das Dorf liegt am Grundgraben, einem rechten Zufluss der Sulzach, die wiederum ein rechter Zufluss des Kreuthbachs ist. 0,5 km südlich des Ortes erhebt sich der Ameisberg (510 m ü. NHN). 1 km westlich liegen die Waldgebiete Seeschläge und Prell.
Die Kreisstraße AN 7 führt nach Oberbreitenau (1,6 km südwestlich) bzw. an Reinswinden vorbei nach Schwabsroth (1,7 km nördlich). Gemeindeverbindungsstraßen führen nach Lauterbach (2,2 km östlich) und nach Morlitzwinden (1,5 km südlich).

## Geschichte
Im 16-Punkte-Bericht des brandenburg-ansbachischen Oberamts Colmberg aus dem Jahr 1608 wurden für Oberndorf 16 Mannschaften verzeichnet: 14 Anwesen unterstanden dem Kastenamt Colmberg und 2 Anwesen dem Vogtamt Jochsberg. Das Hochgericht übte das Vogtamt Colmberg aus. Im 16-Punkte-Bericht des Oberamts Colmberg aus dem Jahr 1681 waren für Oberndorf 17 Mannschaften verzeichnet, wovon 15 dem Kastenamt Colmberg unterstanden.
Gegen Ende des 18. Jahrhunderts gab es in Oberndorf 20 Anwesen. Das Hochgericht und die Dorf- und Gemeindeherrschaft übte das Vogtamt Colmberg aus. Alle Anwesen hatten das Fürstentum Ansbach als Grundherrn (Kastenamt Colmberg: 1 Hof, 4 Halbhöfe, 1 Gut, 8 Köblergüter, 1 Söldengütlein, 1 Leerhaus; Vogtamt Jochsberg: 2 Köblergüter; Vogtamt Colmberg: 2 Köblergüter; die Abgaben dieser beiden Untertanen gingen an die Kirche Geslau). Neben den Anwesen gab es noch kommunale Gebäude (Hirtenhaus, Brechhaus). Es gab zu dieser Zeit 19 Untertansfamilien. Von 1797 bis 1808 unterstand der Ort dem Justizamt Leutershausen und Kammeramt Colmberg.
Im Rahmen des Gemeindeedikts wurde Oberndorf dem 1808 gebildeten Steuerdistrikt Schwabsroth und der 1810 gegründeten Ruralgemeinde Schwabsroth zugeordnet. Am 1. Januar 1972 wurde Oberndorf im Zuge der Gebietsreform in Bayern nach Geslau eingemeindet.

### Ehemalige Baudenkmäler
- Haus Nr. 6: einfaches Fachwerkhaus des frühen 19. Jahrhunderts; Wohnteil mit einem Zwerchgeschoss 1878 aufgestockt[13]
- Haus Nr. 7: ähnlich vorigem[13]

### Einwohnerentwicklung
| Jahr      | 001818 | 001840 | 001861 | 001871 | 001885 | 001900 | 001925 | 001950 | 001961 | 001970 | 001987 |
| Einwohner | 109    | 102    | 120    | 110    | 106    | 97     | 111    | 124    | 83     | 93     | 73     |
| Häuser    | 22     | 21     |        |        | 20     | 19     | 18     | 19     | 20     |        | 21     |
| Quelle    | [ 15 ] | [ 16 ] | [ 17 ] | [ 18 ] | [ 19 ] | [ 20 ] | [ 21 ] | [ 22 ] | [ 23 ] | [ 24 ] | [ 1 ]  |

## Religion
Der Ort ist seit der Reformation evangelisch-lutherisch geprägt und bis heute nach St. Kilian (Geslau) gepfarrt. Die Einwohner römisch-katholischer Konfession sind nach St. Johannis (Rothenburg ob der Tauber) gepfarrt.